# كمال الملك
محمد غفاري المشهور بـ (كمال الملك)، بالفارسية كمال الملك، رسام إيراني ولد في سنة 1847 وتوفي سنة 1940. يعتبر أحد أشهر رسامي إيران المعاصرين، وله آثار كثيرة ومهمة في قصور ملوك إيران ومراكزها الثقافية الكبرى.

## نماذج من أعماله

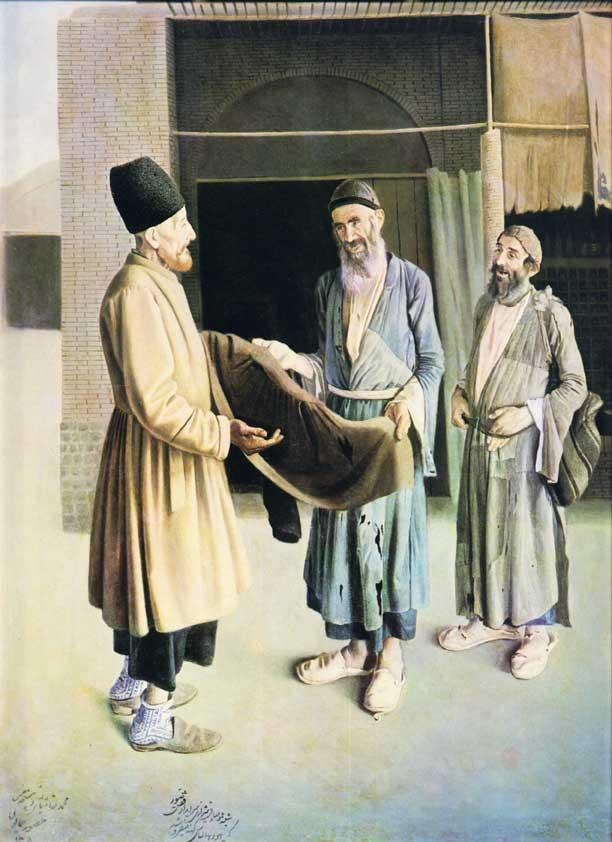
لوحة:العم صادق الشيرازي - متحف قصر كلستان -طهران.
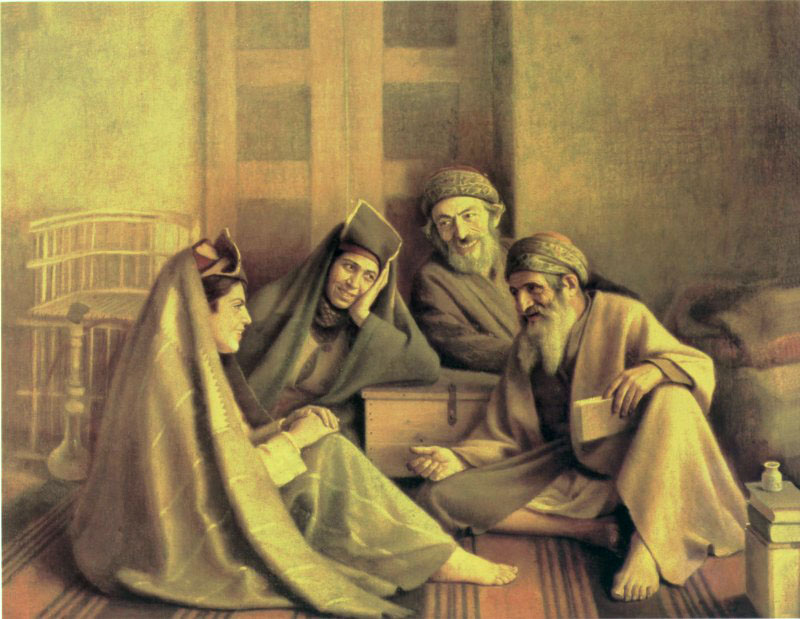
صاحب الفال البغدادي.
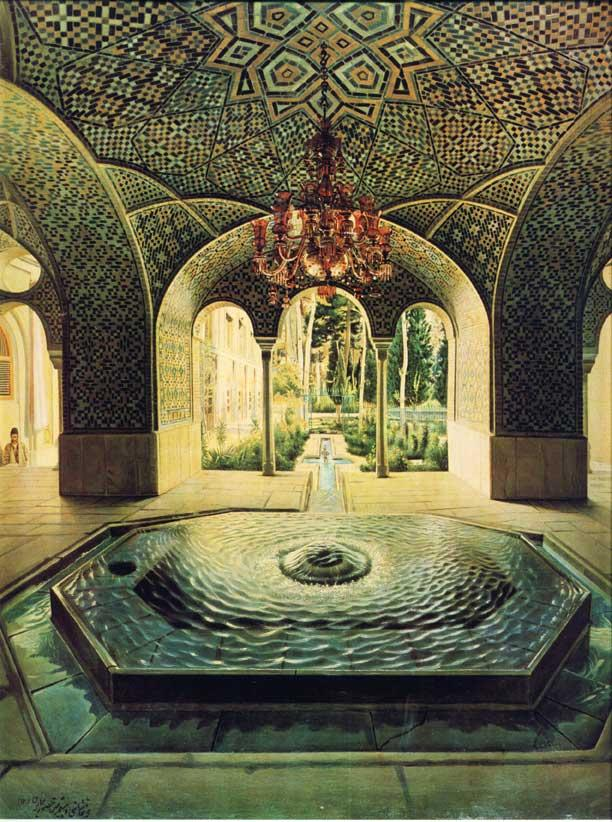
حوض عمارة كلستان - طهران.
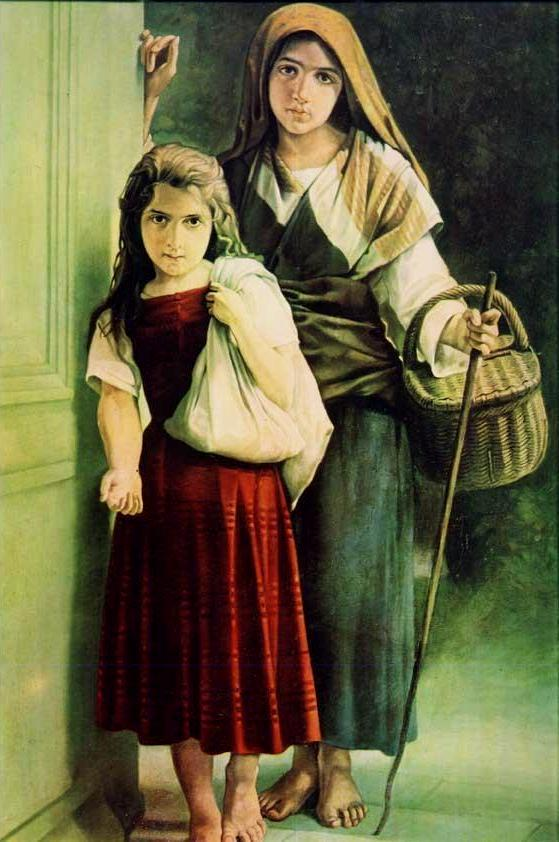
الشحاذتين.

## طالع أيضًا
- أبو تراب الغفاري (أخوه)